# Jørn Moos
Jørn Moos (født 1940 i København) er forhenværende kriminalinspektør og kommunalpolitiker. 
Han er særlig kendt for sin rolle i opklaringen af forbrydelserne begået af Blekingegadebanden. 
Som kommunalpolitiker har Moos siddet i Lyngby-Taarbæk Kommunes kommunalbestyrelse for Det Konservative Folkeparti. 
I perioden 2009-2010 var han formand for Det Sociale Udvalg.
I september 2010 forlod han dog den konservative gruppe i kommunalbestyrelsen og blev løsgænger. 
Ved Kommunalvalget 2013 stillede han op for Venstre, men opnåede med 153 personlige stemmer ikke valg.
I TV-serien Blekingegade portræteres Moos af skuespilleren Ulrich Thomsen.
For denne serie fungerede Moos også som konsulent.
Moos' historie var det centrale element i journalisterne Jeppe Facius' og Anders-Peter Mathiasens bog fra 2009, Politiets hemmeligheder: Kriminalinspektør Jørn Moos genåbner Blekingegadesagen.
I bogen fremkom Moos med beskyldninger mod Politiets Efterretningstjeneste.

## Ekstern henvisning
- Lyngby-Taarbæk Kommune: Jørn Moos (Webside ikke længere tilgængelig)
- Jørn Moss - ham selv på Internet Movie Database (engelsk)
- Jørn Moss - rolle på Internet Movie Database (engelsk)

## Henvisning
1. ↑  IMDb
2. ↑  Theis Otzen (16. september 2010). "Jørn Moos kvitter De Konservative". Det grønne område.
3. ↑  http://www.dr.dk/nyheder/politik/kv13/kommuner/lyngby-taarbaek/kandidater/joern-moos/5267
4. ↑  "Blekingegade (2009) Full cast and crew". IMDb.